# Neochori (Afetes)
Neochori (griechisch Νεοχώρι (n. sg.) ‚neues Dorf‘) ist ein Dorf und eine Ortsgemeinschaft auf der Pilio-Halbinsel in der griechischen Region Thessalien. Neochori gehört zur Gemeinde Notio Pilio und zum Gemeindebezirk Afetes.
Die an den Ufern der Ägäis liegenden Orte Agios Dimitrios, Plaka und Kloussou gehören ebenso zum Gebiet der Ortsgemeinschaft Neochori (Τοπική Κοινότητα Νεοχωρίου Topikí Kinótita Neochoríou) wie der kleine Hafen Afissos, eines der beliebtesten Touristenzentren des Pilio am Pagasitischen Golf, sowie die Siedlung Zervochia.
Das Dorf liegt inmitten eines Pinienwaldes ca. 35 Kilometer südöstlich der Stadt Volos auf 480 Meter über Meeresspiegel. Im Juni 2007 wütete ein schwerer Waldbrand rund um den Ort, der erhebliche Teile des Kiefernwalds verwüstete und den Ort bedrohte. Der Wald erholt sich nur langsam, die Schäden sind auch nach einem Jahrzehnt sichtbar.
Das Zentrum Neochoris bildet ein Dorfplatz, der von uralten Platanen und Linden und einem überdachten Brunnen aus dem Jahre 1807 geschmückt wird. Hier befinden sich ebenfalls zwei Tavernen und ein kleines Kafenio. Unterhalb des Platzes liegt die Hauptkirche des Dorfes, die Agios-Dimitros-Kirche, erbaut 1768. Die von außen schlichte Kirche birgt im Inneren holzgeschnitzte Ikonostasen und vom epirotischen Maler Pagonis gemalte Ikonen. In rechten Seitenschiff findet man ein kleines Museum mit kirchlichen Kunstschätzen aus der Gegend.
Neochori ist berühmt für seine Schiefersteinbrüche, die vielen Menschen der Umgebung den Lebensunterhalt sichern. Typische Produkte aus Neochori und der Umgebung sind darüber hinaus Honig, Äpfel und Oliven.

## Geschichte
Zwar war das gesamte Gebiet von der Ägäis bis zum Pagasitischen Golf schon immer besiedelt. Neochori wurde jedoch erst im Mittelalter von Einwohnern der umliegenden Siedlungen sowie von ägäischen und nordgriechischen Siedlern erbaut.
Die Geschichte der Gegend um Neochóri beginnt bereits im Altertum; man weiß vom mythologischen Afetai, den Mythen des Königreiches von Lai und es existieren Berichte über Minoische Siedlungen sowie über Siedler am Kap Klossou, Agios Dimitrios, welches in vielen alten Karten als "Knossou" beschrieben wird. Bereits die Historiker Strabo und Herodot schrieben Berichte über Afetai.